# Метт Фокс

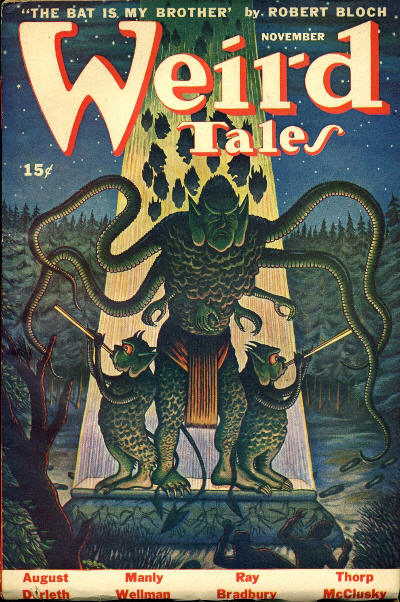
Обкладинка Метта Фокса для Weird Tales, листопад 1944 року

Метью Фокс (англ. Matthew Fox; 1906–1988) — американський ілюстратор і художник коміксів. Зокрема, з 1943 по 1951 рік Фокс ілюстрував обкладинки пульп-журналу жахів Weird Tales. Він також створював твори для інших публік, зокрема Crack Detective, Famous Fantastic Mysteries та Planet Stories. У 1950-х і 1960-х роках він працював для Atlas Comics, вживаючи чорнило й олівець для публікацій коміксів, таких як Подорож у таємницю, World of Fantasy, Tales of Suspense і Journey into Unknown Worlds, а також для Youthful Comics на Chilling Tales.
Фокс був набагато старшим за більшість своїх колег, і його комікси відзначаються великою кількістю деталей і жорстким стилем «вікторіанської ксилографії».
Фокс ніколи не давав інтерв'ю, і його єдиною публічною заявою була його власна запис для видання Хто є хто з американських коміксів (Who's Who of American Comics) 1973 року. У ньому він називає своїм єдиним впливом Алекса Реймонда і перераховує як інші його засоби «літографії, акварелі, кольорові гравюри на дереві, олії та офорти».
Останньою відомою опублікованою роботою Фокса є реклама, надрукована в 1967 році, для оригінальних постерів, що світяться в темряві. Два його комікси з'явилися в книзі «Мистецтво в часі» 2010 року, збірці робіт «невідомих» художників коміксів, які працювали між 1940 і 1980 роками.